# Cronofobia digital

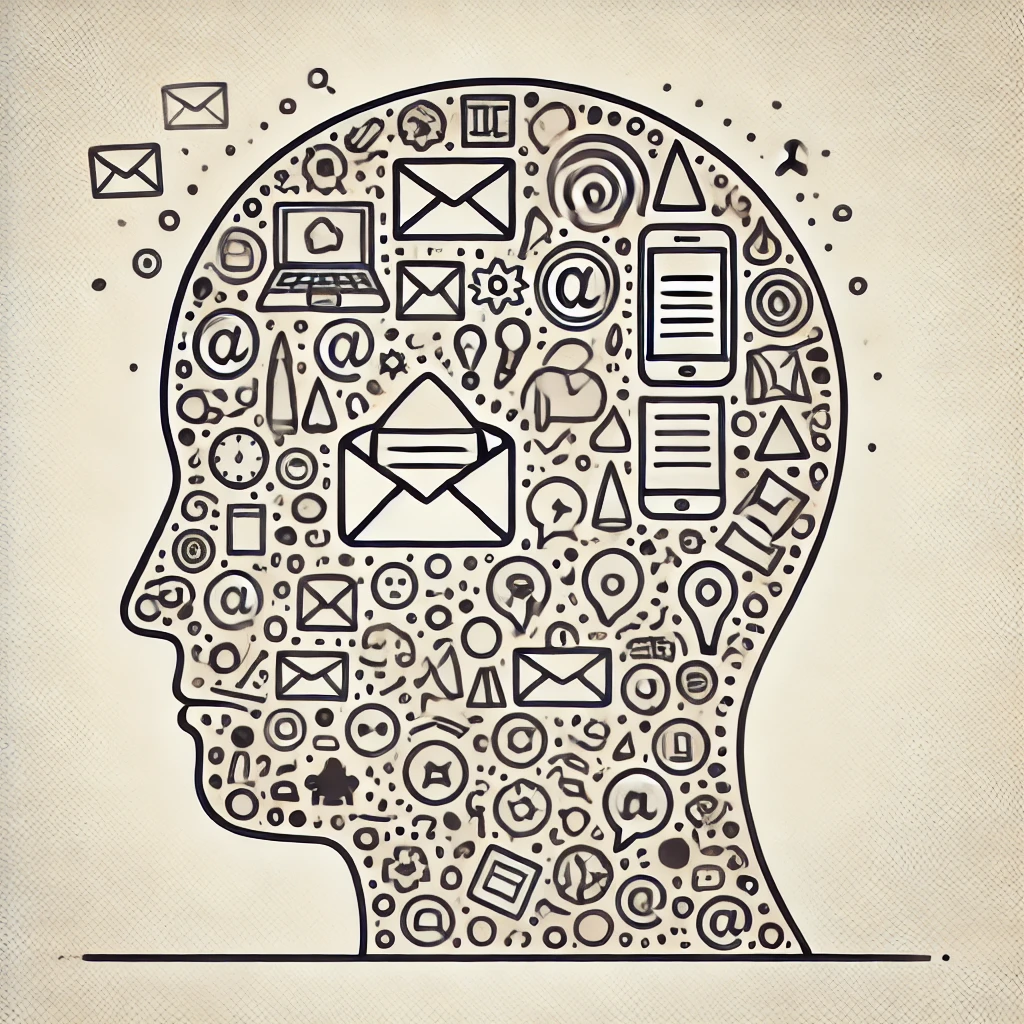
Imagem ilustrativa

Cronofobia Digital refere-se ao medo ou ansiedade intensa relacionada com a passagem do tempo no contexto digital. Embora a cronofobia - o medo do tempo - seja uma condição reconhecida, a sua manifestação especifica no ambiente digital não está amplamente documentada na literatura cientifica.

### Definição[1]
Caracteriza-se por uma preocupação excessiva com o tempo despendido em atividades online, como redes sociais, trabalho remoto e uso de dispositivos eletrônicos. Indivíduos afetados podem sentir que o tempo escapa rapidamente enquanto estão ligados ao mundo digital, levando a sentimentos de culpa, ansiedade e stress.

### Causas[1]
As possíveis causas da cronofobia digital incluem:
- Sobrecarga de informação - A exposição constante a uma grande quantidade de conteúdos digitais pode gerar a sensação de que não há tempo suficiente para os processar adequadamente.
- Pressão de estar sempre conectado - A expectativa social e profissional de disponibilidade continua pode aumentar a ansiedade relacionada com o uso de tempo.
- Alteração da percepção temporal - O uso prolongado de redes sociais e outras plataformas digitais pode distorcer a percepção do tempo, fazendo com que horas pareçam minutos. [3]

### Sintomas[1]
Os sintomas associados podem incluir:
1. Ansiedade ao perceber o tempo passado online;
2. Sensação de perda de controlo sobre a gestão de tempo;
3. Culpa por dedicar demasiado tempo a atividades digitais em detrimento de outras responsabilidades;
4. Stress relacionado com a necessidade de responder rapidamente a mensagens e notificações.

### Impacto no quotidiano[3]
Ela pode afetar negativamente a qualidade de vida, levando a:
- Dificuldade em equilibrar a vida pessoal e profissional;
- Problemas de sono devido ao uso excessivo de dispositivos antes de dormir;[2]
- Redução da produtividade devido a distrações constantes.

### Estratégias de gestão
Para lidar com a cronofobia digital, consideram-se as seguintes abordagens:
1. Estabelecer limites de tempo - Definir horários específicos para o uso de  dispositivos eletrônicos e pausas regulares pode ajudar a controlar o tempo online;[2]
2. Praticar mindfulness digital - Estar consciente do uso de tecnologia e evitar o consumo passivo de conteúdos pode reduzir a ansiedade relacionado com o tempo;
3. Desconexão periódica - Reservar momentos para atividades offline, como leitura ou exercício físico, promove um equilíbrio saudável entre o mundo digital e o real.[3]